# بل کوتنر
ایزابل کوتنر د سوزا (زاده ۲۷ مه ۱۹۷۰) بازیگر و کارگردان تئاتر برزیلی است. ایزابل کوتنر د سوزا در ۲۷ مه ۱۹۷۰ به دنیا آمد. او دختر بازیگران دینا صفات و پائولو خوزه و خواهر آنا کوتنر (بازیگر) و کلارا کوتنر (کارگردان) بود.
در سال ۱۹۸۹ او با بازیگر ادواردو مسکوویس آشنا شد و این رابطه سه سال به طول انجامید.
او از سال ۱۹۹۵ تا ۲۰۰۰ با بازیگر نیکلاس ترویجانو ازدواج کرد. در همان سال ۲۰۰۰، بل با خواننده فابیو موندگو، خواننده اصلی گروه Os Impossíveis ازدواج کرد. داوی مبتلا به اوتیسم و توبروس اسکلروزیس است. آنها در سال ۲۰۰۸ پس از هشت سال وصلت از هم جدا شدند.
از سال ۲۰۰۹، بل با پدرو دیلامار، صاحب رستوران‌های زنجیره ای گولا گولا، قرار می‌گیرد.

## فیلم‌شناسی

### تلویزیون
| سال  | عنوان                    | نقش                              | یادداشت                      |
| ---- | ------------------------ | -------------------------------- | ---------------------------- |
| ۱۹۸۷ | کورپو سانتو              | رناتا براینر                     |                              |
| ۱۹۸۸ | Bebe a Bordo             | لورا گودس نوبرگا پتراگلیا (جوان) | مشارکت                       |
| ۱۹۹۱ | میو ماریدو               | گابریلا (گابی)                   |                              |
| ۱۹۹۱ | Vamp                     | اسکارلت دی آرائوخو گوس           |                              |
| ۱۹۹۲ | تصمیم بگیرید             |                                  | قسمت: "A Outra"              |
| ۱۹۹۳ | درخواست جنسی             | کارلا                            |                              |
| ۱۹۹۳ | اولهو نه اولهو           | جولیا گریلو                      |                              |
| ۱۹۹۶ | دلیل زندگی کردن          | رزا                              |                              |
| ۱۹۹۷ | آنجو مائو                | هلنا جوردائو فراز                |                              |
| ۱۹۹۸ | تصمیم بگیرید             |                                  | قسمت: "Síndrome"             |
| ۱۹۹۹ | چیکوینها گونزاگا         | ماریا گونزاگا دو آمارال          |                              |
| ۱۹۹۹ | تصمیم بگیرید             |                                  | قسمت: "Trio em Lá Menor"     |
| ۲۰۰۱ | ام آنجو کایو دو سیئو     | لوسیانا (لولو)                   |                              |
| ۲۰۰۲ | دزیوس دی مولر            | کارول                            | مشارکت                       |
| ۲۰۰۲ | مالهسائو                 | سونیا                            | فصل ۹; مشارکت                |
| ۲۰۰۴ | شروع دوباره              | مرلین مونتیرو / ریتا             |                              |
| ۲۰۰۵ | کلارا و باران زمان       | ماریانا                          | ویژه آخر سال                 |
| ۲۰۰۶ | Sítio do Picapau Amarelo | فلور                             | فصل ۶                        |
| ۲۰۰۷ | جادوی ابدی               | روبرتا فونتس (برتا)              |                              |
| ۲۰۰۸ | یک مورد علاقه            | آملیا مندونسا گورگل (آملینیا)    |                              |
| ۲۰۰۹ | Xuxa ویژه کریسمس         | ستاره بیت لحم                    | ویژه آخر سال                 |
| ۲۰۱۰ | نوشته شده در ستاره       | دکتر ویرجینیا                    |                              |
| ۲۰۱۱ | باتندو پونتو             | ورینها                           | مشارکت                       |
| ۲۰۱۱ | ای استرو                 | سیلویا                           |                              |
| ۲۰۱۲ | گابریلا                  | مارالوا د تاوارس                 |                              |
| ۲۰۱۳ | زندگی عاشقانه            | جوآنا رانگل                      |                              |
| ۲۰۱۴ | ژراسائو برزیل            | دکتر ساندرا                      | مشارکت                       |
| ۲۰۱۵ | به عنوان Canalhas        | ماریا داسیلوا                    | قسمت: "ماریا"                |
| ۲۰۱۵ | حقایق مخفی               | دارلین                           |                              |
| ۲۰۱۷ | پررنگ                    | ساندرا آسیس                      |                              |
| ۲۰۱۸ | شورای نگهبان             | آنجلیکا                          | فصل ۳; مشارکت                |
| ۲۰۱۸ | آن سوی بهشت              | دیوا آلکانترا                    | قسمت‌ها: "۲۲ تا ۲۷ مارس ۲۰۱۸" |

### فیلم‌های
| سال  | عنوان                               | نقش               | یادداشت    |
| ---- | ----------------------------------- | ----------------- | ---------- |
| ۱۹۹۳ | ای کورینگا                          |                   | فیلم کوتاه |
| ۱۹۹۵ | کارلوتا خواکینا، شاهزاده خانم برزیل | فرانسیسکا         |            |
| ۲۰۰۶ | Gatão de Meia Idade                 | مارتینها          |            |
| ۲۰۰۹ | نستا دیتا کوئریدا                   | فلاویا            | فیلم کوتاه |
| ۲۰۱۲ | رئیس ای راتوس                       | دولچه، مدیر رادیو |            |